# 30-е годы до н. э.
30-е (тридца́тые) го́ды до на́шей э́ры по юлианскому календарю — промежуток времени с 1 января 39 года до н. э. по 31 декабря 30 года до н. э., включающий с 39 по 31 годы 7-го десятилетия  и 30 год 8-го десятилетия I века 1-го тысячелетия до н. э. Им предшествовали 40-е годы до н. э., за ними следовали 20-е годы до н. э. Они закончились 2055 лет назад.

## Важнейшие события
- Парфянский поход Марка Антония (40—33 до н. э.)[1].
- Последняя война Римской республики (31 до н. э.).

39 год до н. э.:
- Консулы в Риме: Луций Марций Цензорин и Гай Кальвизий Сабин.
- Весна — соглашение в Мизене триумвиров с Секстом Помпеем, по которому он получал Сицилию, Сардинию, Корсику и Пелопоннес. Проскрибированным (кроме убийц Цезаря) дарована амнистия. Ветеранам Секст обещал те же награды, что и другим. Марк Антоний вернулся на Восток. Рождение Юлии, дочери Августа. Развод Августа со Скрибонией. Октавиан Август согласился передать Сексту Помпею Пелопоннес лишь после уплаты греками податей. Помпей денонсировал Мизенский договор и начал разбои на море. В Италии возобновился голод. Вольноотпущенник Менодор, которому Помпей доверил Корсику и Сардинию, перешёл со своим флотом к Октавиану. Октавиан приказал строить корабли в Риме и Равенне.
- Октябрь — Август развёлся со своей второй женой — Скрибонией.
- Консулы-суффекты Гай Кокцей Бальб и Публий Алфен Вар.
- Полководец Антония Вентидий Басс нанёс парфянам несколько чувствительных ударов.
- Сенат объявил Ирода, сына Антипатра, царём Иудеи и послал его в Иудею во главе римских сил.